# Copanarta
Copanarta là một chi bướm đêm thuộc họ Noctuidae.

## Các loài
- Copanarta aurea (Grote, 1879) (đồng nghĩa: Copanarta nigerrima (J.B. Smith, 1903))
- Copanarta sexpunctata (Barnes & McDunnough, 1916)